# Milk Coffee
Milk Coffee (Chino: 牛奶咖啡; pinyin: Niúnǎi Kāfēi), es una banda musical de género pop y rock chino, integrada por el cantante Fu Yan y por el guitarrista Ge Fei. El estilo musical que más interpretan es de género Mandopop.

## Discografía
《Burn! Little Universe(燃烧吧！小宇宙)》，2005
- urn! Little Universe(燃烧吧！小宇宙)
- Lasia
- The place that only we know(只有我们知道的地方)
- Thank you(感谢)
- Together(一起来)
- Another side of the world(世界另一面)
- Space Cake(太空蛋糕)
- The Little Prince(小王子)
- Garden on the Moon(月亮上的花园)
- Beautiful Scenes(美丽片段)

《Youth is blue(越长大越孤单)》，2008
- Across the Coral Sea(穿越珊瑚海)
- Youth is blue(越长大越孤单)
- If Tomorrow(如果明天)
- I am not Rock N'Roll(我不是Rock N'Roll)
- Curly Coffee(咖喱咖啡)
- Butterflies(蝶恋花)
- Melody of Love(爱的旋律)
- Clown(小丑)
- Perfect Life(完美生活)
- Night(夜)
- Bonus : Happy Star Cat(快乐星猫)

《Get used to the loneliness(习惯了寂寞)》，2009
- Get used to the loneliness(习惯了寂寞)
- 两小无猜
- 我不想说再见（最寒冷的季节）
- kiki的悄悄话
- 晚安，晚安（录音室版）
- 习惯了寂寞（伴奏）
- 两小无猜（伴奏）
- 最寒冷的季节（伴奏）

《給你點兒顏色》，2010年9月
- 沒時間
- 早上好
- 幸運星

《Lost & Found 去寻找》，2011年9月
- 去寻找
- 明天，你好
- 离开的理由
- 心生

《你不能爱我》，2012年9月
- 你不能爱我
- 旅客
- 城市的天空
- 女朋友
- 魔力比啵